# Арпад Балаш
Арпад Балаш (мађ. Árpád Balázs; Кратово код Кошица, Словачка, Аустроугарска,1. новембар 1887 — Сегедин, 9. септембар 1981) био је српски, словачки и мађарски сликар и графичар.

## Живот и стваралаштво
Арпад Балаш је гимназију завршио у Новом Саду. Учитељку школу у Баји, а специјални курсу у Сегедину. Сликарско школовање наставио је 1913. на Уметничкој академији у Будимпешти, али га је прекинуо већ 1914. услед избијања I светског рата. Од 1920. до 1924. образовање је наставио на Уметничкој академији у Прагу, у класи Августа Бремзеа и М. Швабинског. Прву самосталну изложбу (цртежа) организовао му је професор Бремзе у Прагу 1925. Током 1925. боравио на студијским путовањима у Бечу, Дрездену и Минхену. Од 1927. до 1941. живео на релацији Суботица–Београд и радио као илустратор за Бачки дневник и часопис Време. Био је члан групe Нађбања (мађ. Nagybanya) и београдске групе „Облик" од 1930. У току II светског рата живео је у Румунији (Нађварађ и Нађсалонта), од 1947. до 1957. у Сегедину, а од 1958. у Хоргошу и Суботици.
Излагао је на педесетак самосталних и преко 80 групних изложби у земљи и иностранству. Његов стваралачки опус броји неколико хиљада радова – слика, цртежа, акварела, темпера, графика и илустрација за књиге. Прво раздобље чине дела настала у Прагу 1920–1925, у којима се истовремено јављају елементи сецесије, симболизма, експресионизма, кубизма и футуризма. Авангардна стремљења међу младим прашким уметницима, као и изложбе Едварда Мунка и групе „Мост", утицали су на његова сликарска опредељења. Експресионизам, наглашен у делима до 1930, испољио се и у темама из Библије (Пијета и Мојсије преузима таблице закона на Синају, 1923). После упознавања уметничких центара Дрездена, Беча и Минхена, у његовом сликарству се назире тежња ка чистој апстракцији (Пејзаж, 1925), али су доминантно место, ипак, добиле социјалне теме и идеје Нове објективности, што је допринело неговању чистог стила, сведених форми и изразите монументалности (Одмор, Копач и Кубикаши, 1926–1927). Током тих година настала су најснажнија социјално опредељена дела која не одликује толико ангажована и директна критика, него пре оштро опсервирање стварности грубог и неулепшаног реализма. Слика предграђа Београда, људе и услове њиховог живота. Суморну атмосферу постизао је јаким контрастима црних и белих површина (Луда самртничка ноћ), грубих и снажних потеза. Слика Ручак пролетерске породице (1932) упечатљив је и аутентичан призор сиромаштва.
Значајно место у његовом сликарству заузима техника графике којом се бавио од 1921. и у којој је такође испољио интересовање за социјалну тематику (Покајање и Тиранин). Међу најзначајнија рана остварења спада мапа графика Рад, издата 1926. у Суботици. Са писцем и преводиоцем Золтаном Чуком 1927. је реализовао књигу Војвођанска галерија, за коју је урадио 350 портрета истакнутих житеља Војводине, који доказују његову изузетну способност да прикаже психолошке профиле одабраних личности разноврсним средствима ликовног изражавања. Током 1929. објављене су мапа Дани недеље, у којој је обрадио сву горчину сеоског живота, и илустрације поезије мађарског песника Ендреа Адија, у којима је обрадио теме смрти (Смрт на шинама, Луда самртна ноћ). Посебну целину у његовом опусу чине цртежи градова, који су настајали у континуитету 1916—1963.
После II светског рата накратко се приклонио програму социјалистичког реализма, али се касније ипак вратио социјалним темама (Робијаши, Париски метро, Богаљ) и темама циркуса (Пајац, 1961). Последњих година у његовом опусу је доминирала тема цвећа, кроз коју је исказао своју помиреност са тешким животом и жељу да се мукотрпна борба за егзистенцију бар на неки начин оплемени и улепша.
Добитник је Октобарске награде Суботице (1966), Ордена са златним венцем (1969) и Форумове награде.